# Campionat d'Europa de futbol 1960
L'Eurocopa de futbol de 1960 es va disputar a França entre el 6 i el 10 de juliol de 1960, essent la primera edició.

## Països participants

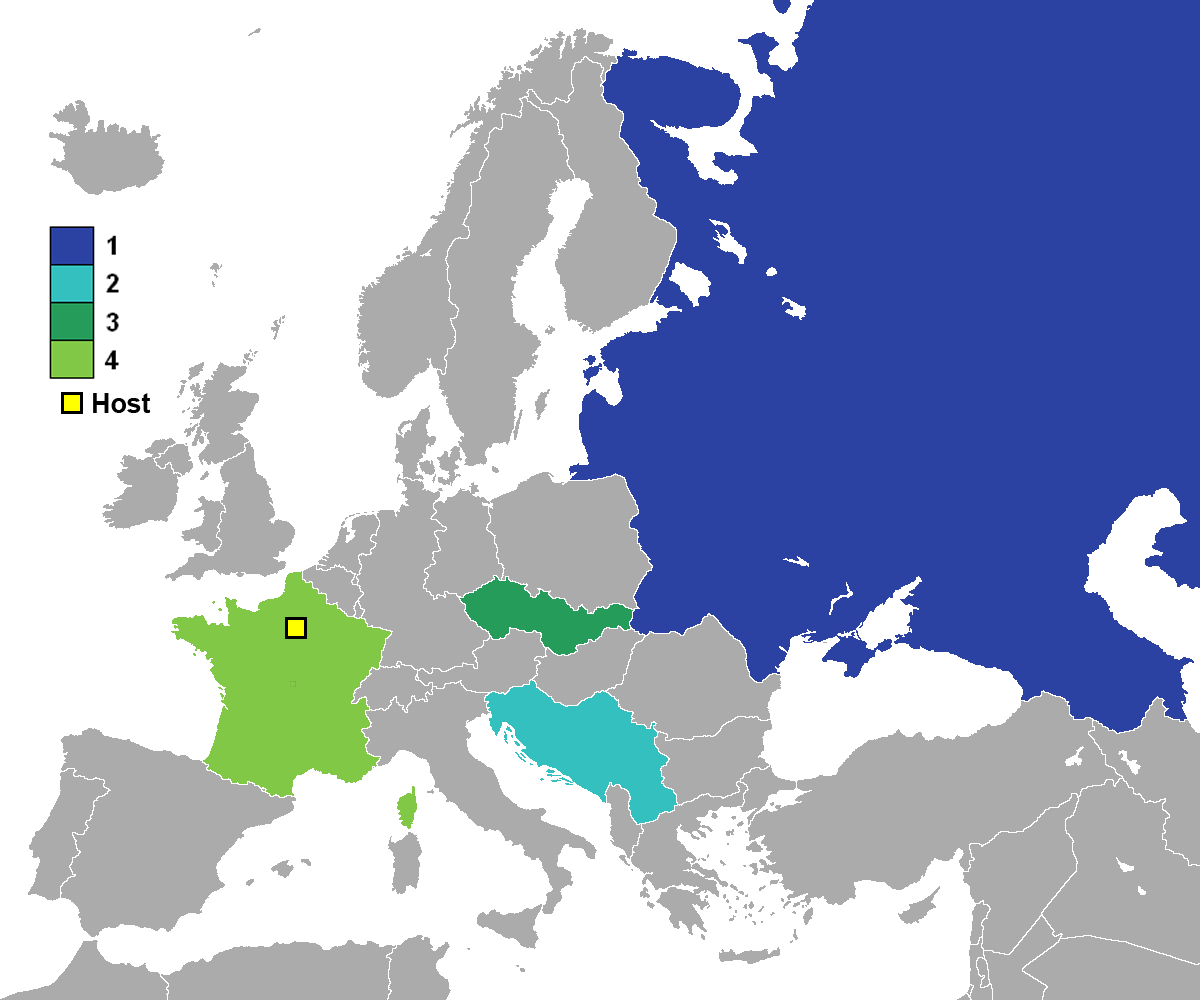
Finalistes del Campionat d'Europa de 1960.

Les seleccions classificades foren:
- Txecoslovàquia (primera participació)
- França (primera participació)
- URSS (primera participació)
- Iugoslàvia (primera participació)

## Plantilles
Per veure les plantilles de les seleccións que prengueren part a la competició vegeu Plantilles del Campionat d'Europa de futbol de 1960.

## Seus
| París             | Marsella          |
| ----------------- | ----------------- |
| Parc des Princes  | Stade Vélodrome   |
| Capacitat: 40.000 | Capacitat: 40.000 |
| Parc des Princes  | Stade Vélodrome   |

## Fase de classificació

### Eliminatòria prèvia
| \| República d'Irlanda \| 2 - 0 0 - 4 \| Txecoslovàquia \| |             |                |
| República d'Irlanda                                        | 2 - 0 0 - 4 | Txecoslovàquia |

### Vuitens de Final
| URSS | 3 - 1 1 - 0 | Hongria |

| França | 7 - 1 1 - 1 | Grècia |

| Polònia | 2 - 4 0 - 3 | Espanya |

| Noruega | 0 - 1 2 - 5 | Àustria |

| Dinamarca | 2 - 2 1 - 5 | Txecoslovàquia |

| Iugoslàvia | 2 - 0 1 - 1 | Bulgària |

| Romania | 3 - 0 0 - 2 | Turquia |

| Alemanya Democràtica | 0 - 2 2 - 3 | Portugal |

### Quarts de Final
| URSS |  | Espanya (retirada) |

| França | 5 - 2 4 - 2 | Àustria |

| Romania | 0 - 2 0 - 3 | Txecoslovàquia |

| Portugal | 2 - 1 1 - 5 | Iugoslàvia |

## Fase Final
|  | Semifinals                | Semifinals              |   |                           | Final                     | Final |
|  |                           |                         |   |                           |                           |       |
|  | Stade Vélodrome, Marsella |                         |   |                           |                           |       |
|  | URSS                      | 3                       |   |                           |                           |       |
|  | Txecoslovàquia            | 0                       |   |                           |                           |       |
|  |                           |                         |   |                           |                           |       |
|  |                           |                         |   |                           | Parc des Princes, París   |       |
|  |                           |                         |   |                           | URSS (pr.)                | 2     |
|  |                           | Iugoslàvia              | 1 |                           |                           |       |
|  |                           |                         |   |                           |                           |       |
|  |                           |                         |   |                           |                           |       |
|  |                           |                         |   |                           | Tercer lloc               |       |
|  | Parc des Princes, París   | Parc des Princes, París |   | Stade Vélodrome, Marsella | Stade Vélodrome, Marsella |       |
|  | Iugoslàvia                | 5                       |   | Txecoslovàquia            | 2                         |       |
|  | França                    | 4                       |   |                           | França                    | 0     |

|  | Campió: URSS Primer títol |

## Màxims Golejadors
| Jugador                 | Selecció       | Gols |
| ----------------------- | -------------- | ---- |
| François Heutte         | França         | 2    |
| Valentin Kozmich Ivanov | URSS           | 2    |
| Viktor Ponedelnik       | URSS           | 2    |
| Milan Galić             | Iugoslàvia     | 2    |
| Dražen Jerković         | Iugoslàvia     | 2    |
| Tomislav Knez           | Iugoslàvia     | 1    |
| Ante Žanetić            | Iugoslàvia     | 1    |
| Vlastimil Bubník        | Txecoslovàquia | 1    |
| Ladislav Pavlovič       | Txecoslovàquia | 1    |
| Jean Vincent            | França         | 1    |
| Maryan Wisnieski        | França         | 1    |
| Slava Metreveli         | URSS           | 1    |